# Indila
Adila Sedraïa (francosko: [adila sedʁaja]), poklicno znana kot Indila (izgovorjava [indila]), francoska pevka, tekstopiska in glasbena producentka, * 26. junij 1984, Pariz, Francija.
Leta 2013 je izdala svoj prvi singel »Dernière danse« (slovensko »Zadnji ples«), ki je dosegel drugo mesto na SNEPU v Franciji in postal decembra 2023, 10 let po izidu, prva pesem v francoskem jeziku, ki je presegla milijardo ogledov na YouTubu. Februarja 2014 je izdala svoj debitanski album Mini World.

## Zgodnje življenje
Adila Sedraïa se je rodila 26. junija 1984 v Parizu alžirskima staršema. Njena mama je bila negovalka, medtem ko je njena babica pela na porokah. Ima dve starejši sestri. Indila se opisuje kot »otrok sveta«, saj trdi, da je alžirskega, kamboškega, indijskega in egipčanskega porekla. Pred pevsko kariero je delala kot turistična vodička pri Marché international de Rungis. Pojasnila je, da njeno umetniško ime izhaja iz njene neizmerne ljubezni do Indije.
Poleg pesmi v svoji materni francoščini je Indila poskrbela za vokale v angleščini v pesmi Dreamin z Youssouphom in v Bye Bye Sonyé z DJ Abdelom ter petimi refreni v hindijščini v pesmi Criminel, ki jo je posnela s skupino TLF in v pesmi Thug mariage, ki jo je posnela skupaj z raperjem Rohffom.

## Kariera
Indilino srečanje s producentom Skalpovichem ji je omogočilo vstop v svet rapa in sčasoma sodelovanje z več francoskimi raperji. Svojo glasbeno kariero je začela okoli leta 2009, ko je prispevala vokale za Invitaation francoske pevke Vitae, Trinité francoskega raperja L'Algérina, Thug mariage francoskega raperja Rohffa in Hiro francoskega raperja Soprana. Komponirala je tudi J'ai besoin d'y croire, ki ga je med drugimi zapel francoski pevec Admiral T. Hiro je bil Indilino prvo uspešno sodelovanje, saj je v Franciji dosegel 26. mesto in 27. mesto v Belgiji. V naslednjih treh letih je nadaljevala sodelovanje z nekaterimi drugimi francoskimi raperji in didžeji, vključno v pesmi Poussière d'empire raperja Nessbeala, Criminel skupine TLF, Press pause skupine OGB, Bye Bye Sonyé didžeja DJ Abdela, Dreamin raperja Youssoupha, ki je dosegel vrhunec julija 2012. na 14. mestu francoske lestvice SNEP in Ma Reine pevca Axela Tonyja. Indila je prav tako komponirala pesmi Plus Haut pevca Matta Pokore, Avec Toi pevca Axela Tonyja in Tunisiana, pri kateri je v zaslugah napisana s svojim pravim imenom »Adila Sedraïa«. Avec Toi, ki ga je produciral Skalpovich, je novembra 2012 dosegel 7. mesto na francoski lestvici.
Novembra 2013 je Indila izdala svoj prvi singel Dernière danse (slovensko »Zadnji ples«) na albumu Mini World, ki je hitro dosegel uspeh. 4. januarja 2014 je dosegel Top 10 na francoskih lestvicah in 18. januarja 2014 dosegel 2. mesto, kjer je ostal do 22. marca 2014. Pesem je ostala med Top 200 v Franciji do aprila 2015, skupno 77 tednov. Uspešna je bila tudi zunaj Francije. Do konca februarja 2014 je bila številka ena na iTunes v Grčiji in Romuniji ter številka dve na iTunes v Turčiji. Glasbeni video za Dernière danse, izdan 4. decembra 2013,  je 30. julija 2014 dosegel 100 milijonov ogledov na YouTubu in ima do avgusta 2024 več kot 1,1 milijarde ogledov, nenazadnje zaradi svoje priljubljenosti na TikToku.
Februarja 2014 je Indila izdala svoj prvi album Mini World, ki ga je produciral Skalpovich. Poleg Mini World in Dernière danse sta še dva singla z albuma dosegla prvih Top 20 francoskih lestvic: Tourner dans le vide (slovensko »Vrtenje v praznini«), ki je dosegel 13. mesto, in SOS, ki je dosegel 8. mesto. Mini World je bil najbolje prodajan album v Franciji v tednu svojega prvenca in je ostal med desetimi najbolje prodajanimi albumi do 11. oktobra 2014. Novembra 2014 je bila izdana CD/DVD različica Mini World z dvema novima skladbama, orkestralnima različicama Tourner dans le vide in Love Story, akustično različico SOS ter videoposnetki živih izvedb več skladb z albuma. Druga omejena izdaja Mini Worlda februarja 2015 je vsebovala deset skladb iz izvirne izdaje, dve novi pesmi iz prve omejene izdaje in še eno novo pesem. Mini World je bil uspešen tako v Franciji, kjer je bil tretji najbolje prodajani album leta 2014, kot zunaj države, kjer je bil najbolje prodajan album leta 2014 na Poljskem in drugi najbolje prodajan album leta 2014 v Belgiji.
Oktobra 2014 je Indila osvojila evropsko glasbeno nagrado MTV za najboljšo francosko izvajalko. Februarja 2015 je osvojila nagrado za najboljši novi album leta (za Mini World) na 30. Victoires de la Musique. Leta 2015 je bila Indila med desetimi umetniki, ki so prejeli nagrado European Border Breakers Award.
23. avgusta 2019 se je Indila po 5 letih premora vrnila s svojo novo pesmijo Parle à ta tête (slovensko »Govori svoji glavi«). 14. novembra 2019 so bili izdani videospoti za pesem.
Aprila 2021 je Amir objavil singel Carrousel, ki je duet z Indilo. Januarja 2023 je Zaho predstavil skladbo Roi 2 cœurs v duetu z Indilo na njenem albumu Résilience.

## Umetnost

### Vokalni obseg
Indilin vokalni razpon sega od F3 do D♯5 in se uvršča v altovsko glasovno lego.

### Vplivi
Kot svoj prvi glasbeni vpliv je navedla Enrica Maciasa, nanjo pa so vplivali tudi Michael Jackson, Ismaël Lo, Buika, Warda, Jacques Brel, Lata Mangeshkar in Édith Piaf.

## Diskografija

### Studijski albumi
| Naslov    | Podrobnosti o albumu                                         | Najvišje pozicije na lestvici | Najvišje pozicije na lestvici | Najvišje pozicije na lestvici | Najvišje pozicije na lestvici | Najvišje pozicije na lestvici | Najvišje pozicije na lestvici | Certifikati                                             |
| Naslov    | Podrobnosti o albumu                                         | FRA                           | BEL (FL)                      | BEL (WA)                      | GER                           | POL                           | SWI                           | Certifikati                                             |
| --------- | ------------------------------------------------------------ | ----------------------------- | ----------------------------- | ----------------------------- | ----------------------------- | ----------------------------- | ----------------------------- | ------------------------------------------------------- |
| Mini svet | - Izdano: 24. februarja 2014 - Založba: Capitol Music France | 1                             | 16                            | 1                             | 32                            | 1                             | 11                            | - SNEP : diamanten - BEA : platinast - ZPAV : diamanten |

### Singli
| Naslov                                                                                 | Leto | Peak chart positions | Peak chart positions | Peak chart positions | Peak chart positions | Peak chart positions | Peak chart positions | Peak chart positions | Peak chart positions | Peak chart positions | Peak chart positions | Certifikati                                                  | Album      |
| Naslov                                                                                 | Leto | FRA                  | AUT                  | BEL (FL)             | BEL (WA)             | GER                  | POL                  | SWI                  | GRE                  | ISR                  | TUR                  | Certifikati                                                  | Album      |
| -------------------------------------------------------------------------------------- | ---- | -------------------- | -------------------- | -------------------- | -------------------- | -------------------- | -------------------- | -------------------- | -------------------- | -------------------- | -------------------- | ------------------------------------------------------------ | ---------- |
| »Dernière danse«                                                                       | 2013 | 2                    | 46                   | 5                    | 2                    | 46                   | 3                    | 15                   | 1                    | 1                    | 1                    | - SNEP: platinast - BEA: platinast - BVMI: zlat - RIAA: zlat | Mini World |
| »Tourner dans le vide«                                                                 | 2014 | 13                   | 2                    | 18                   | 11                   | 28                   | 78                   | 89                   | 10                   | 96                   | 23                   |                                                              | Mini World |
| »S.O.S.«                                                                               | 2014 | 8                    | —                    | 3                    | —                    | —                    | 6                    | 10                   | —                    | —                    | —                    |                                                              | Mini World |
| »Run Run«                                                                              | 2014 | 59                   | —                    | —                    | —                    | —                    | —                    | —                    | —                    | —                    | —                    |                                                              | Mini World |
| »Love Story«                                                                           | 2014 | 57                   | —                    | 49                   | —                    | —                    | —                    | —                    | —                    | —                    | —                    |                                                              | Mini World |
| »Parle à ta tête«                                                                      | 2019 | —                    | —                    | —                    | —                    | —                    | —                    | —                    | —                    | —                    | —                    |                                                              | TBA        |
| »—« označuje pesem, ki ni bila uvrščena na lestvice ali ni bila izdana na tem ozemlju. |      |                      |                      |                      |                      |                      |                      |                      |                      |                      |                      |                                                              |            |

### Druge pesmi na lestvicah
| Naslov                | Leto | Najvišje pozicije na lestvicah | Album                                     |
| Naslov                | Leto | FRA                            | Album                                     |
| --------------------- | ---- | ------------------------------ | ----------------------------------------- |
| »Tu ne m'entends pas« | 2014 | 116                            | Mini World                                |
| »Boîte en argent«     | 2014 | 121                            | Mini World                                |
| »Mini World«          | 2014 | 136                            | Mini World                                |
| »Ego«                 | 2014 | 149                            | Mini World                                |
| »Comme un bateau«     | 2014 | 153                            | Mini World                                |
| »Feuille d'automne«   | 2014 | 80                             | Mini World Limited Edition (Bonus Tracks) |
| »Ainsi bas la vida«   | 2014 | 103                            | Mini World Limited Edition (Bonus Tracks) |

### Kot gostujoča pevka
| Naslov                                            | Leto | Najvišje pozicije na lestvicah | Najvišje pozicije na lestvicah | Najvišje pozicije na lestvicah | Album          |
| Naslov                                            | Leto | FRA                            | BEL (WA)                       | SWI                            | Album          |
| ------------------------------------------------- | ---- | ------------------------------ | ------------------------------ | ------------------------------ | -------------- |
| »Criminel« (TLF feat. Indila)                     | 2010 | —                              | —                              | —                              | Renaissance    |
| »Poussière d'empire« (Nessbeal feat. Indila)      | 2010 | —                              | —                              | —                              | NE2S           |
| »Hiro« (Soprano feat. Indila)                     | 2010 | 26                             | 27                             | —                              | La colombe     |
| »Thug mariage« (Rohff feat. Indila)               | 2011 | —                              | —                              | —                              | La cuenta      |
| »Bye Bye Sonyé« (DJ Abdel feat. Indila)           | 2011 | —                              | —                              | —                              | Evolution 2011 |
| »Dreamin« (Youssoupha feat. Indila & Skalpovitch) | 2012 | 14                             | 8* (Ultratop)                  | 65                             | Noir désir     |
| »Garde L'équilibre« (H Magnum feat. Indila)       | 2015 | 96                             | —                              | —                              | Gotham City    |
| »Carrousel« (Amir Haddad feat. Indila)            | 2020 | 191                            | —                              | —                              | Ressources     |
| »Roi 2 cœurs« (Zaho feat. Indila)                 | 2023 | 104                            | —                              | —                              | Résilience     |

### Drugi vokali
| Naslov         | Umetnik     | leto | Album               |
| -------------- | ----------- | ---- | ------------------- |
| »Invitaation«  | Vitaa       | 2009 | Celle que je vois   |
| »Trinité«      | L'Algérino  | 2010 | Effet miroir        |
| »À L'ancienne« | 113         | 2010 | Universel           |
| »Press pause«  | OGB         | 2011 | La mémoire          |
| »Yema«         | Kayna Samet | 2012 | A coeur overt       |
| »Plus jamais«  | Sultan      | 2012 | Des Jours Meilleurs |

## Zasluge za pisanje pesmi
Poleg pesmi, ki se pojavljajo v Mini World in Parle à ta tête, je Indila kot avtorica napisana v zaslugah naslednjih pesmi: 
- 2010: »Poussière d'empire« izvajalca Nessbeal feat. Indila. [55]
- 2010: »J'ai besoin d'y croire« izvajalca Admiral T feat. Awa Imani in Indila. [15]
- 2010: »Thug mariage« Rohff feat. Indila. [15]
- 2011: »Bye Bye Sonyé« DJ Abdel feat. Indila. [56]
- 2012: »Avec toi« Axela Tonyja s Tunisianom in Indilo. [15]
- 2012: »Plus haut« M. Pokora feat. Indila. [15]
- 2012: »Plus jamais« Sultan feat. Indila. [57]
- 2012: »Dreamin« Youssoupha feat. Indila in Skalpovič. [15]
- 2013: »Ma reine« Axela Tonyja feat. Admiral T in Indila. [15]
- 2016: »Baila« od Ishtar feat. Indila. [55]
- 2016: »Pour toi et moi« Ishtar feat. Indila. [55]
- 2021: »Carrousel« izvajalca Amir feat. Indila.